# U.S. Pro Indoor 1998 - Qualificazioni doppio
Le qualificazioni del doppio  dell'U.S. Pro Indoor 1998 sono state un torneo di tennis preliminare per accedere alla fase finale della manifestazione. I vincitori dell'ultimo turno sono entrati di diritto nel tabellone principale. In caso di ritiro di uno o più giocatori aventi diritto a questi sono subentrati i lucky loser, ossia i giocatori che hanno perso nell'ultimo turno ma che avevano una classifica più alta rispetto agli altri partecipanti che avevano comunque perso nel turno finale.
Le qualificazioni del doppio del torneo U.S. Pro Indoor 1998 prevedevano 4 coppie partecipanti di cui una è entrata nel tabellone principale.

## Teste di serie
1. Mark Keil /  T. J. Middleton (Qualificati)

1. Tomas Nydahl /  Davide Sanguinetti (primo turno)

## Qualificati
1. Mark Keil  /   T. J. Middleton

## Tabellone

### Legenda
| - Q = Qualificato - WC = Wild card - LL = Lucky loser | - ALT = Alternate - SE = Special Exempt - PR = Protected Ranking | - w/o = Walkover - r = Ritirato - d = Squalificato |

|  | Primo turno | Primo turno                     | Primo turno                     | Primo turno | Primo turno |  |  | Ultimo turno | Ultimo turno                  | Ultimo turno                  | Ultimo turno | Ultimo turno |  |
|  |             |                                 |                                 |             |             |  |  |              |                               |                               |              |              |  |
|  | 1           | Mark Keil T. J. Middleton       | Mark Keil T. J. Middleton       | 7           | 6           |  |  |              |                               |                               |              |              |  |
|  |             | Guillermo Cañas Ramón Delgado   | Guillermo Cañas Ramón Delgado   | 6           | 3           |  |  | 1            | Mark Keil T. J. Middleton     | Mark Keil T. J. Middleton     | 6            | 6            |  |
|  |             | Joan Balcells Andrea Gaudenzi   | Joan Balcells Andrea Gaudenzi   | 7           | 7           |  |  |              | Joan Balcells Andrea Gaudenzi | Joan Balcells Andrea Gaudenzi | 3            | 4            |  |
|  | 2           | Tomas Nydahl Davide Sanguinetti | Tomas Nydahl Davide Sanguinetti | 5           | 6           |  |  |              |                               |                               |              |              |  |